# William Carroll
William Carroll (3 mars 1788 - 22 mars 1844) est un politicien américain, gouverneur du Tennessee à deux reprises, de 1821 à 1827 et de nouveau de 1829 à 1835. Il est considéré comme l'une des figures politiques les plus populaires de l'État dans les années 1820, et il est crédité de l'introduction de nombreuses réformes judiciaires et fiscales. Lors de la guerre anglo-américaine de 1812, William Carroll rejoint la milice du Tennessee en tant que capitaine en 1812, et gravit rapidement les échelons. Il participe à plusieurs missions au cours de la guerre Creek, et, comme major-général, commande le centre d’Andrew Jackson à la bataille de La Nouvelle-Orléans en 1815.

## Biographie

### Jeunesse
Comme deux de ses prédécesseurs, Archibald Roane (en) et Joseph McMinn (en), Carroll est originaire de Pennsylvanie, étant né près de Pittsburgh. Son père, Thomas Carroll, est associé en affaires à Albert Gallatin, et développe une chaîne à succès de quincailleries dans la région de Pittsburgh. Étant enfant, William Carroll n’a pas suivi une éducation formelle, mais il a suivi un apprentissage pratique en travaillant dans l'entreprise de son père. Il déménage à Nashville en 1808 et lance une affaire dans la ville,. Il se présente à Andrew Jackson avec une lettre d'introduction d’Albert Gallatin. Il se marie avec Cecilia Bradford, avec qui il a quatre enfants. Un de leurs fils est le général confédéré William Henry Carroll (en).

### Guerre de 1812 et Guerre Creek
Lors du déclenchement de la guerre de 1812, Carroll est nommé capitaine des volontaires de Nashville, et il rejoint Andrew Jackson pour la campagne contre les Creek. En quelques mois, il est promu major, et prend part à la bataille de Talladega en novembre 1813. Pour ses actions lors de cette bataille, il est promu au grade de colonel. Il combat aussi aux batailles d'Emuckfaw et Enotachopo Creek (en) en janvier 1814, mais il est blessé à la bataille de Horseshoe Bend en mars 1814.
En 1813, Carroll se retrouve impliqué dans une querelle avec un autre subordonné de Jackson, Jesse Benton, qui se conclut par un duel le 14 juin de cette année. Jackson tente d'abord de désamorcer la querelle, mais, sans succès. Il accepte finalement d'être le témoin de Carroll. Lors du duel, Carroll perd une partie de son pouce, et Benton est blessé à la hanche, mais les deux survivent. Le frère aîné de Benton, Thomas Hart Benton, furieux que Jackson ait soutenu Carroll, blesse ce dernier lors d’une bagarre à Nashville,.
Après la bataille de Horseshoe Bend, Carroll revient à Nashville afin de recruter des troupes pour la défense de La Nouvelle-Orléans. Après la démission de Jackson de la milice pour un poste dans l’armée fédérale, Carroll obtient le grade de major-général de la milice du Tennessee. Traversant le Cumberland, l'Ohio et le Mississippi, ses nouvelles troupes arrivent à la Nouvelle-Orléans juste avant l'invasion britannique. Lors de la bataille de la Nouvelle-Orléans, le 8 janvier 1815, les troupes de Carroll combattent près du centre des lignes tenues par Jackson, là où les combats furent les plus intenses.

### Carrière politique
Après la guerre, Carroll reprend ses affaires à Nashville. En 1818, il devient copropriétaire d’un navire à vapeur à La Nouvelle-Orléans, le Général Jackson. Le 11 mars 1819, après un voyage périlleux le long de la rivière Mississippi, de l'Ohio et du Cumberland, le Général Jackson devient le premier bateau à vapeur à atteindre Nashville. Lors de la crise bancaire de 1819, les affaires de Carroll sont contraintes à la faillite.
En 1821, Carroll, encore très populaire après la guerre de 1812 décide de se présenter à l’élection au poste de gouverneur. Son adversaire Edward Ward est soutenu par l'élite politique de l'État, y compris Andrew Jackson, Hugh Lawson White (en) et Joseph McMinn (en). Carroll obtient le soutien des ennemis de Jackson, John Williams (Tennessee) (en) et Davy Crockett, et exploite le sentiment anti-établishment qui avait surgi dans le sillage de la crise financière,. Il défait facilement Ward par 32 290 voix contre 7294. Il entreprend immédiatement de réformer les lois fiscales du Tennessee, mais son appel à une convention constitutionnelle est rejeté par les législateurs.
Avec l’amélioration de la situation économique au Tennessee, la popularité de Carroll grimpe en flèche. Il concourt sans opposition à sa réélection en 1823 et 1825. En 1827, à la fin de son troisième mandat de deux ans, la constitution lui interdit de servir pour un quatrième mandat consécutif. Il est remplacé par Sam Houston. Après avoir perdu une option sur un siège au Sénat américain, il devient méfiant vis-à-vis des Jacksoniens, et décide de se présenter contre Houston en 1829. Mais Houston démissionne à la suite d'un scandale peu après l’annonce de la candidature de Carroll. C’est William Hall (en), alors président du Sénat qui remplace Sam Houston. William Hall refuse d'être candidat pour sa réélection, et Carroll est facilement élu. Carroll réussi à obtenir le bureau de nouveau en 1831 et 1833, sans opposition.
L’administration Carrol a développé l’un des codes pénaux les plus progressistes pour l’époque. Elle supprime les châtiments corporels, met en place un système pénitentiaire d’État, crée un asile pour aliénés et met en place de la Chancellerie du Tennessee et des tribunaux d’appel. Au cours de son dernier mandat, la Constitution de l'État de 1796 est remplacée par la celle de 1835. Cette dernière donne plus de pouvoir au gouverneur. Plusieurs autres dispositions sont établies par cette nouvelle constitution notamment une taxe foncière plus équitable en particulier pour les petits agriculteurs et le changement de mode de recrutement des fonctionnaires du comté maintenant élu et non plus nommés,,.
Carroll brigue un quatrième mandat consécutif en 1835. Cependant, condamné par la hausse du sentiment Whig dans l'État, il perd l'élection contre Newton Cannon (en) par un vote de 41 970 à 31 205. Il essaye de conquérir le siège du Tennessee pour le Sénat américain dans les années suivantes, mais sans réussite. Carrol reste gouverneur durant douze ans et douze jours soit le plus long mandat comme gouverneur du Tennessee.
William Carroll se retire finalement sur ses terres où il meurt le 22 mars 1844. Il est enterré au cimetière de Nashville, Tennessee. Le comté de Carroll est nommé en son honneur.